# Conferencia Episcopal Puertorriqueña
La Conferencia Episcopal Puertorriqueña es una institución católica de carácter permanente que de acuerdo al Concilio Vaticano II, asocia a los Obispos de Puerto Rico para establecer directrices de gobierno pastoral de acuerdo con lo que pide la Iglesia Católica.

## Ámbito
Comprende todas las Arquidiócesis y Diócesis de Puerto Rico.

## Miembros
La Conferencia Episcopal de Puerto Rico comprende a los Obispos de todas las Iglesias particulares de una misma nación bajo el gobierno de las siguientes Diócesis.

### Arzobispos
| Arquidiócesis           | Arzobispo                                 | Nativo de                 | Edad    |
| ----------------------- | ----------------------------------------- | ------------------------- | ------- |
| San Juan de Puerto Rico | Roberto Octavio González Nieves           | Elizabeth New Jersey, USA | 75 años |
| San Juan de Puerto Rico | Tomás González González (Obispo Auxiliar) | San Juan                  | 55 años |

### Obispos
|   | Diócesis        | Obispo                          | Nativo de | Edad    |
| - | --------------- | ------------------------------- | --------- | ------- |
| 1 | Arecibo         | Alberto Arturo Figueroa Morales | Guaynabo  | 63 años |
| 2 | Caguas          | Eusebio Ramos Morales           | Maunabo   | 72 años |
| 3 | Fajardo-Humacao | Luis Miranda Rivera O.Carm      | San Juan  | 66 años |
| 4 | Mayagüez        | Angel Luis Rios Matos           | Aguada    | 64 años |
| 5 | Ponce           | Rubén Antonio González Medina   | San Juan  | 76 años |

### Arzobispos y Obispos eméritos
Todo Obispo diocesano que haya cumplido setenta y cinco años de edad debe presentar la renuncia de su oficio al sumo pontífice, el mismo tendrá en cuenta si la acepta o no, otra manera de ser emérito es por enfermedad u otra causa grave quedase disminuida su capacidad para desempeñar el gobierno de la Diócesis.
|   | Arquidiócesis/Diócesis | Obispo                          | Nativo de       | Edad    |
| - | ---------------------- | ------------------------------- | --------------- | ------- |
| 1 | Caguas                 | Enrique Manuel Hernández Rivera | Camuy           | 86 años |
| 2 | Mayagüez               | Álvaro Corrada del Río, SJ.     | Morovis         | 78 años |
| 3 | Ponce                  | Félix Lázaro Martínez           | Logroño, España | 89 años |
| 4 | Arecibo                | Daniel Fernández Torres         | Chicago, Il     | 61 años |